# Luigi Rossetti
Luigi Carlo Rossetti (Genova, 11 maggio 1800 – Viamão, 24 novembre 1840) è stato un patriota e giornalista italiano.

## Biografia
Nacque a Genova in via Rue de l'Arc n. 8, quarto maschio di sei figli, di cui le ultime due sorelle. Nulla si sa della sua infanzia e adolescenza, ma a vent'anni (il 2 ottobre 1820), venne iscritto e dichiarato abile al servizio di leva con il numero d'ordine 981 e d'estrazione 937.
Non volle servire il Regno di Sardegna, sentendosi italiano e non legato a uno stato regionale e, già giovanissimo e convinto patriota, formatosi sui valori romantici e universali della Rivoluzione francese e quelli politici del filosofo Lamennais, sognava in grande e voleva cambiare il mondo. I genitori pensavano di incamminarlo per gli studi universitari e la vita ecclesiastica, ma fin da studente universitario nella Facoltà di Legge a Genova, fondò il primo giornale “La Voce del Popolo” e partecipò ai primi moti carbonari cospiratori di Napoli (1820) e Torino (1821), andati male e finiti con la sua condanna a morte. Così l'avventura umana diventava una sua necessità, e su questa sconosciuta situazione, l'ipotesi ancora più avvalorata rimane quella di Salvatore Candido che pensa a un Rossetti vagabondo, errante e solitario per il Sudamerica alla ricerca di qualcosa in più della semplice fuga politica dall'Italia per la condanna a morte inflittagli per i fatti rivoluzionari del 1820-21. Infatti, come ci dirà lo stesso Rossetti nella lettera XXX a Cuneo, cominciò a scappare di qua e di là, soggiornando e nascondendosi prima in Sicilia (Palermo), dove viveva una sorella, ma poi dovette emigrare all'estero, fuggendo prima in Francia, forse passando in Inghilterra e rifugiandosi infine in Brasile nel 1827. Purtroppo di questo suo periodo giovanile in Italia e in Europa non si è trovato molto altro, tranne un riscontro del passaggio di suo zio Gabriele tra gli esuli mazziniani di Londra. 
Quasi tutto quello che si sa di Luigi Rossetti quindi si riferisce esclusivamente alla sua seconda giovinezza, cioè ai tredici anni di ininterrotta permanenza in Sudamerica, dal suo arrivo del 1827 fino al giorno della cruenta morte della notte tra il 23 ed il 24 novembre 1840. Quello che finalmente si è riusciti a portare alla prova dei fatti è la certezza della sua identità, della data di nascita, dello stato familiare e della composizione dello stesso nucleo che, confrontati con i dati oggettivi relativi alla sua lettera all'amico Castellini, in cui chiede di aiutare la sorella in Sicilia, permettono di confermare tutti i dati personali di lui e della famiglia. Luigi Carlo (questo era il secondo nome, mai usato in Sudamerica, dove era conosciuto come Luis o Luiz) proveniva da una famiglia numerosa residente a Genova e forse anche al sud Italia dove dimorava la sorella (in Sicilia) e da cui proveniva il padre (Puglia).
Non si hanno altri dati certi sui suoi fatti personali e amori in Italia e Sudamericani, le passioni e/o le altre attività personali che esulavano dalla fattiva partecipazione alla rivoluzione e alle battaglie a tempo pieno per il giornalismo, le idee mazziniane e repubblicane. Tutti i suoi archivi privati sono andati persi, rubati o distrutti, e le sue lettere confermano più volte, che finita la vera storia d'amore della sua vita, probabilmente in Italia; Luigi condivise con l'amico Gianbattista Cuneo, in Uruguay, la passione amorevole per una stessa donna, l'amore per una certa Nina (appare spesso con la sigla Signorina N), forse non ricambiato, apparentemente impossibile, cosa che spesso faceva soffrire e ingelosire sia lui che l'amico Cuneo (“anche se qualche volta i loro rapporti diventavano più febbrili e passionali per l'intervento di una donna che sembra fosse stata amata da entrambi, una misteriosa signorina N”).
Anzi, dopo si scoprì che questa stessa donna, messa da Rossetti su un vero piedistallo, non era quella che sembrava e ingannò malamente lui, Cuneo e gli altri amici. E fu così, che per rimediare alla delusione e dolore, si buttò anima e corpo nell'azione politica, partendo dalla causa repubblicana di Rio Grande do Sul per puntare poi all'agognato ritorno in Italia con l'amico Garibaldi. Questo suo sogno fu talmente chiaro e ben definito che lo si legge e rilegge sempre, in molte sue lettere inviate agli amici. Passò quindi all'azione giornalistica, poi tornò nuovamente in battaglia, ancora alla segreteria politica della nuova Repubblica Juliana, intervallando sempre le diverse attività di penna e di spada, secondo le esigenze della Repubblica e degli amici che glielo richiedevano.

### Arrivo in Sudamerica
Molto di più invece si sa dei suoi tredici anni di vita e morte in Brasile. Arrivato a Rio de Janeiro nel 1827, abitò in Rua Latoeiros, nell'angolo che formava il Largo do Paços con la strada Dereita nella casa di un altro esule carbonaro, De Luca Carioni.
Sempre in questa piazza incontrò il sopraggiunto Garibaldi. È molto nota la memoria di quel primo incontro, ben vergato da Garibaldi con queste parole:“gli occhi nostri si incontrarono, e non sembrò per la prima volta, come era realmente. Ci sorridemmo reciprocamente, e fummo fratelli per la vita; per la vita, inseparabili!”.
Tutto iniziò dall'azione militare e navale con Garibaldi:"Io e Rossetti - scrive Garibaldi di questo tanto amato amico - non stavamo nella pelle, finché non ci fossimo gettati sull'oceano con la bandiera repubblicana. Rossetti trovò tutto ciò che occorreva, e mi fu compagno nell'impresa".
Li separò la morte, quella prematura di Rossetti, che per i patrioti ed esuli italiani fu un vero dramma perché Luigi sicuramente sarebbe diventato un grande eroe risorgimentale anche in patria e nella storia delle successive campagne belliche del 1848-1870. Per il giovane Rossetti questi furono anni durissimi, di vari lavoretti e attività portate avanti con molti sacrifici, spesso grazie proprio alla solidarietà della comunità italiana di Rio, che lui spesso ringraziava e lodava. Ricordava sempre il grande aiuto avuto dagli amici connazionali, che più volte l'hanno salvato dalla fame, e tutto questo lo segnò profondamente, perché lui allora diventò più altruista e disponibile. Cominciò a lavorare nel commercio, affittò una modesta casetta in Rua do Lauro (oggi 7 di Settembre) dove poi trovarono alloggio e primo conforto un gran numero di altri rifugiati italiani. Fu in questa città che conobbe Cuneo e poco dopo Garibaldi, diventando inseparabili amici e il più importante punto di riferimento per tutti gli esuli italiani che arrivavano da quelle parti. Nella città di Laguna invece aveva iniziato a dare conferenze sui principi della democrazia, prima di approdare alla politica e al giornalismo rivoluzionario. Se poco ancora si sa dei suoi primi sei o sette anni di primo radicamento in Brasile (fatti di studi e di semplice sopravvivenza), si è convinti di poter trovare, prima o poi, altre fonti, testimonianze e dati più attendibili dall'evoluzione e trascrizione dei documenti storici ancora in atto in Brasile. Si ricorda che fu ucciso in battaglia durante la notte del 23/24 novembre 1840 a Viamao.

## Nella cultura di massa
- Nella telenovela brasiliana La casa delle sette donne l'attore Dalton Vigh sostiene il ruolo di Rossetti.